# Corc gros del gra
El corc gros del gra (Tenebroides mauritanicus) és una espècie de coleòpter de la família dels trogossítids. A Catalunya és una espècie introduïda. És molt prolífic i pot causar danys important en les sitges de cereals.

## Característiques
És el més gros dels corcs del gra. El adults mesuren uns 15 mm, i les larves entre 15 mm i 25 mm. Les larves són blanques amb dues taques negres darrere el cap.
Al moment de transformar-se en crisàlida solen barrinar un forat en un tros de fusta o fer-se un capoll. Les femelles poden viure fins a un any i ponen uns mil ous, en grups de 10 a 60 al blat, blat de moro i altres cereals. Adults i larves (corcs) es nodreixen de preferència del germen. Els seus excrements fan que el gra esdevingui inservible per al consum humà. Quan es tracta de llavors, per la seva preferència per al germen, una única larva pot destruir el poder germinatiu de fins a 10.000 llavors.